# Bruno von Schrötter
Bruno Freiherr von Schrötter (* 17. August 1816 in Marienwerder, Westpreußen; † 7. Juni 1888 in Berlin) war ein deutscher Verwaltungsjurist und  Richter.

## Leben
Bruno von Schrötter stammte aus einer preußischen Soldaten- und Beamtenfamilie, die 1686 die kurbrandenburgische Adelsanerkennung und 1716 die preußische Anerkennung des Freiherrnstandes genoss. Er war der Sohn von Ferdinand Ludwig Freiherr von Schrötter (1785–1863), einem Preußischen Geheimen Justizrat und Oberappellationsgerichtsrat, und Maria Elisabeth geb. Wedeke (1789–1849), der Tochter des lutherischer Theologen und Rektors der Universität Königsberg Johann Christoph Wedeke. Er hatte drei Brüder Adelbert (1817–1874), Theobald (1820–1881) und Eduard (1822–1883).

### Werdegang
Von Schrötter besuchte das Gymnasium Marienwerder. Er trat nach seiner Ausbildung als Auskultator 1840 in den preußischen Justizdienst ein. 1845 wurde er zum Gerichtsassessor ernannt. Von 1845 bis 1850 war er als Richter bei verschiedenen Gerichten in Ost- und Westpreußen tätig. Nach kurzer Tätigkeit als Kreisrichter in Karthaus war er Landrats-Verweser in den Kreisen Preußisch Stargard (1850–1851) und Wittgenstein (1851).
Am 1. Oktober 1851 erfolgte die Ernennung zum Landrat des Kreis Wittgenstein in Berleburg. Zum 1. Juli 1854 wurde er wegen finanzieller Unregelmäßigkeiten in den einstweiligen Ruhestand versetzt; von einer  Strafverfolgung und Disziplinarverfahren wurde abgesehen. Das Amt des Landrates wurde kommissarisch vom 30. Juli 1854 bis 1855 durch den Beamten August Jost übernommen.
Zum 17. Januar 1855 wurde Von Schrötter die kommissarische Leitung des Kreises Reichenbach im Eulengebirge übergeben. Am 16. Juni 1856 erfolgte mit preußischer Kabinettsorder die Wiederanstellung von Schrötters und die Übertragung der kommissarischen Verwaltung des Kreises Goldap. Am 16. Februar 1857 wurde er zum Landrat in Goldap ernannt.
Bruno von Schrötter wurde am 9. Dezember 1864 jedoch erneut in den einstweiligen Ruhestand versetzt. Die vorgebrachten Gründe umfassen Ungesetzlichkeiten bei der Erteilung von Schankkonzessionen und Jagdscheinen, derangierte Vermögensverhältnisse, Jagdvergehen und – dies scheint nach der Darstellung in den Akten auch von einiger Bedeutung gewesen zu sein – Ausschluss aus der Freimaurerloge in Goldap zufolge förmlicher Beschlussfassung.
Am 24. April 1866 wurde er probeweise literarische Hilfskraft beim Polizeipräsidium Berlin und ab 1865 Direktor des literarischen Büros im Polizeipräsidium Berlin. 1873/74 wurde Bruno von Schrötter wiederholt wegen Beleidigung hochstehender Persönlichkeiten (König Ludwig II., Otto von Bismarck, Albrecht von Roon) mit Gefängnisstrafen verurteilt. Am 18. März 1874 wurde Bruno von Schrötter vom preußischen Disziplinarhof zur Dienstentlassung ohne Pension verurteilt. Als Hintergrund für seine Entlassung wurde auch mit seiner christlich-konservativen Haltung begründet; im Kulturkampf trat der 1875 zur römisch-katholischen Kirche konvertierte von Schrötter für die Belange der katholischen Kirche ein. Ein weiterer Grund für seine Entlassung aus dem Staatsdienst wurde auch in seinem Engagement für die Berliner Freimaurerloge „Germania zur Einigkeit“ angeführt.
Eine Kandidatur für das Zentrum bei der Wahl zum Deutschen Reichstag 1874 im Wahlkreis Wiedenbrück-Bielefeld  blieb erfolglos, obwohl er im ersten Wahlgang die Mehrheit hatte.

### Familie
Er heiratete am 6. Oktober 1850 im westpreußischen Neustadt Ida Adelgunde von Platen (1829–1915) aus dem pommerschen Adelsgeschlecht Platen. Sein Schwiegervater war Ludwig Ernst von Platen (1804–1869), ein Rittergutsbesitzer, Johanniterritter und Landrat von Neustadt in Westpreußen. Aus der Ehe stammten:
- Elisabeth Emma Ida Maria (* 28. Dezember 1852; † 1937), Schriftstellerin und Dominikanerin (Pseudonyme: Elisabeth von Berge, Felicitas vom Berge, Schwester Maria Gabriela).[4]
- Martha Luise Ferdinande Olga (* 8. Juni 1853)
- Ferdinand (* 25. Februar 1857)
- Bruno Adalbert Theobald Eduard (* 20. Juni 1861)